# Randy Moss
Randy Gene Moss (* 13. Februar 1977 in Rand, West Virginia) ist ein ehemaliger US-amerikanischer American-Football-Spieler auf der Position des Wide Receivers. Er spielte für die Minnesota Vikings, die Oakland Raiders, die New England Patriots, die Tennessee Titans und zuletzt für die San Francisco 49ers in der National Football League (NFL). 2018 wurde Moss in die Pro Football Hall of Fame aufgenommen.

## Karriere
Der 1,93 Meter große Moss war bereits in seiner Jugend ein vielseitiger Athlet, der sowohl im Basketball, im American Football als auch in der Leichtathletik aktiv war. Nach einer Schlägerei mit einem weißen Klassenkameraden, den er aufgrund seiner Hautfarbe verprügelte, musste er seinen Traum begraben, an der University of Notre Dame für die Fighting Irish zu spielen. Stattdessen ging er an die Marshall University. Dort etablierte sich Moss als einer der besten Wide Receiver seines Jahrgangs und bestach mit seiner Schnelligkeit: den 100- und 200-Meter-Sprint lief er in unter elf bzw. 22 Sekunden. In seinen ersten beiden College-Jahren fing er 168 Würfe, erzielte 3.356 Yards Raumgewinn und 53 Touchdowns. Allerdings wurde er beim Marihuana-Konsum und bei häuslicher Gewalt gegen seine Freundin erwischt, weswegen er zwar als talentiert, aber als charakterlich fragwürdig galt.
Vor dem NFL Draft 1998 versprachen die Dallas Cowboys (8. Pick), ihn zu verpflichten, nahmen aber im letzten Moment Abstand. Daher wurde er trotz herausragender Statistiken im College Football in der NFL Draft 1998 erst an 21. Stelle von den Minnesota Vikings ausgewählt. Auf Anhieb etablierte er sich als einer der besten Wide Receiver der NFL, indem er in seiner ersten Saison 1.317 Yards Raumgewinn erfing, den Ligarekord von 17 Touchdowns erzielte, in den Pro Bowl und zum NFL Rookie of the Year Award (Offense) gewählt wurde. Vor dem Spiel gegen Dallas schwor Moss, dass die Cowboys „für immer bereuen würden“, ihn nicht gedraftet zu haben, und erzielte drei Touchdowns. In seiner Karriere würde Moss alle sieben Spiele gegen die Cowboys gewinnen. Aufgrund seiner „einmaligen Kombination aus Athletik, Fangsicherheit und Spielintelligenz“ erwarb Moss den Ehrennamen „The Freak“, wurde mit den Hall-of-Fame-Spielern Deion Sanders und Jerry Rice verglichen und galt als das Football-Gegenstück zu Michael Jordan. Das Team um Quarterback Randall Cunningham (der den verletzten Brad Johnson ersetzte) gewann 15 seiner 16 Saisonspiele und scheiterte erst in der Verlängerung im NFC Championship Game an den Atlanta Falcons.
In den folgenden fünf Jahren schaffte Moss stets mehr als 1.000 Yards Raumgewinn und war zweimal (2000 und 2003) mit 15 und 17 Touchdowns der erfolgreichste Wide Receiver der NFL. Allerdings sorgte Moss auch für Aufsehen, indem er sich unter anderem einen Afro-Look zulegte, Referees bepöbelte, anrempelte oder mit Wasser bespritzte, Gegner und Fans verspottete und 2005 gegen die Green Bay Packers die gegnerischen Fans nach einem Touchdown verhöhnte, indem er so tat, als würde er vor ihnen die Hose herunterziehen. Zudem gab er zu, „nicht immer alles zu geben“ und wurde zeitweise von den eigenen Fans ausgepfiffen. Später entstand daraus eine Fehde gegen New-York-Jets-Cornerback Darrelle Revis, der ihn als „Faulpelz“ (engl.: slouch) verspottete.
Im März 2005 wurde Moss zu den Oakland Raiders getauscht, nachdem seine Produktivität stark nachgelassen hatte und er durch Skandale für Aufsehen sorgte. In Oakland konnte er nicht an seine Leistungen anknüpfen, und 2007 wechselte er zu den New England Patriots, wo er seine stärkste Saison spielte. Er harmonierte mit Quarterback Tom Brady und brach mit 23 Touchdowns in einer Saison den Rekord von Jerry Rice für Wide Receiver. Mit den Patriots gewann er 18 Spiele in Folge und schaffte wieder den Sprung in den Pro Bowl, ehe das Team aus Foxborough im Super Bowl XLII gegen den Underdog New York Giants mit 14:17 unterlag. Moss erzielte den Touchdown zum zwischenzeitlichen 14:10 und verfehlte Sekunden vor Schluss knapp einen langen Wurf von Brady. 2008 und 2009 erzielte Moss 1.008 bzw. 1.264 Yards Raumgewinn für elf bzw. 13 Touchdowns, die Patriots scheiterten aber stets in den Play-offs. Am 30. April 2008 verkündete Randy Moss, dass er noch in dieser Saison mit Moss Motorsports LLC in die NASCAR Craftsman Truck Series einsteigen werde. Im Juli 2008 gab Moss bekannt, dass er 50 Prozent von Morgan-Dollar Motorsports gekauft hatte.
2010 wurde Moss von Coach Bill Belichick ausgemustert: am 6. Oktober 2010 wurde er (und ein Siebtrunden-Draft-Pick 2012) für einen Drittrunden-Pick im kommenden NFL Draft wieder zu den Minnesota Vikings getauscht. Nach seinem erneuten Rauswurf nach wenigen Spielen, als er sich lautstark über die angeblich „menschenunwürdige“ Qualität des Mannschaftsessens beschwerte, wurde er von den Tennessee Titans aufgenommen. Die Titans waren das einzige Team, das Moss aufnehmen wollte. Für die Titans absolvierte er in dieser Saison noch acht Spiele. Moss beendete seine NFL-Karriere zunächst am 1. August 2011. Im März 2012 unterschrieb Randy Moss, nach einem Probetraining mit Head Coach Jim Harbaugh, bei den San Francisco 49ers einen neuen Ein-Jahres-Vertrag. Mit den 49ers erreichte er den Super Bowl XLVII und fing zwei Pässe für 41 Yards Raumgewinn, verlor aber mit 31:34. Danach hörte Moss zum zweiten Mal auf, und im selben Jahr löste er sein NASCAR-Truck-Team auf.
Im Februar 2018 wurde Moss in die Pro Football Hall of Fame gewählt.
2024 wurde er für seine Leistungen am College in die College Football Hall of Fame aufgenommen.
Karriere nach der Zeit als Profi
2016 wurde er Kommentator und Experte bei ESPN für den Bereich American Football. Im Dezember 2024 verabschiedete er sich aus gesundheitlichen Gründen vorläufig aus dieser Rolle, noch im selben Monat gab er bekannt, dass er an einem Tumor im Bereich des Gallenganges erkrankt sei und neben einer Operation auch eine Chemotherapie und eine Bestrahlung erhalten würde.

## Spielweise

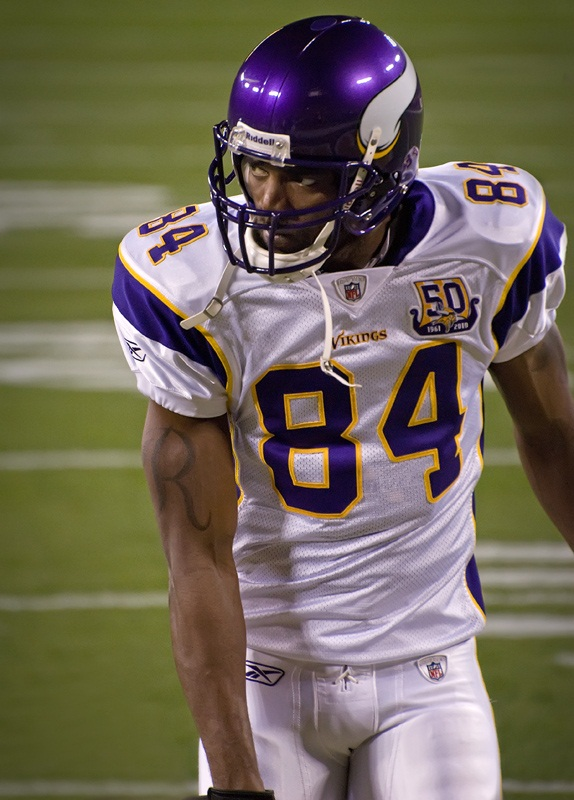
Moss spielte die meiste Zeit seiner Karriere bei den Minnesota Vikings.

Moss galt als physisch dominanter Wide Receiver, der mit einer Kombination aus „herausragender Koordination, Spurtstärke, Sprunghöhe, Fangsicherheit und dem Sinn für das Spektakuläre“ einer der besten Abnehmer für lange Würfe (engl.: „deep threat“) galt. Trotz seines Hangs zu Skandalen war er statistisch einer der besten Wide Receiver aller Zeiten: mit 154 Touchdowns war er zum Zeitpunkt seines endgültigen Rücktritts Zweiter auf der ewigen NFL-Liste hinter Jerry Rice, seine 15.292 Yards Raumgewinn bedeuteten Platz 3, und seine 982 gefangenen Würfe Platz 9.

## Familie
Die Eltern von Randy Moss sind Maxine Moss und Randy Pratt, aber Moss hat mit seinem Vater sehr wenig Kontakt. Er hat eine Schwester und einen Bruder, Eric Moss, der einen kurzen Einsatz in der NFL als Offensive Lineman mit den Minnesota Vikings hatte. Randy Moss hat fünf Kinder mit seiner Freundin Libby Offut.